# Nikolai Wassiljewitsch Smirnow

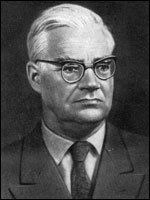
Nikolai Smirnow

Nikolai Wassiljewitsch Smirnow, russisch Николай Васильевич Смирнов, englische Transkription Nikolai Vasilieyvich Smirnov, (* 17. Oktober 1900 in Moskau; † 2. Juni 1966 ebenda) war ein führender sowjetischer mathematischer Statistiker.
Smirnow, dessen Vorfahren kleine Angestellte der orthodoxen Kirche waren, war im Ersten Weltkrieg bei einer Sanitätseinheit und danach in der Roten Armee. Er befasste sich zunächst mit Philosophie und Philologie, begann aber 1921 an der Lomonossow-Universität Mathematik zu studieren mit dem Abschluss 1926. Danach lehrte er am Moskauer Pädagogischen Institut und einer Landwirtschaftsakademie. Er wandte sich Wahrscheinlichkeitstheorie und Statistik zu und wurde 1938 an der Lomonossow-Universität  habilitiert (russischer Doktortitel) mit einer Dissertation (Über die Näherung einer Verteilung von Zufallsvariablen), die schon die Grundlagen seiner Beschäftigung mit nichtparametrischer Statistik legte. Er war ab 1938 am Steklow-Institut, an dem er bis zu seinem Lebensende blieb und in seinem letzten Lebensjahr als Nachfolger von Andrei Kolmogorow die Abteilung mathematische Statistik leitete.
Er ist für den Kolmogorov-Smirnov-Test bekannt und andere Beiträge zur parameterfreien Statistik. Außerdem war er ein Experte für asymptotische Methoden in der Statistik, speziell der analytischen Auswertung vielfacher Integrale (im Komplexen), wenn die Anzahl der Variablen gegen Unendlich geht. Mit seinem Schüler Login Nikolajewitsch Bolschew gab er 1965 ein verbreitetes Tabellenwerk der mathematischen Statistik heraus und vervollständigte die Arbeit seines Freundes Jewgeni Jewgenjewitsch Sluzki (E. E. Slutskii) an statistischen Tabellen. Von ihm stammt auch ein seinerzeit verbreitetes Lehrbuch der Statistik, das sich auf praktische Anwendungen konzentrierte.
1951 erhielt er den Staatspreis der UdSSR. 1960 wurde er korrespondierendes Mitglied der sowjetischen Akademie der Wissenschaften.

## Schriften
- mit I. W. Dunin-Barkowski: Mathematische Statistik in der Technik, Berlin: Deutscher Verlag der Wissenschaften, 2. Auflage 1969
- On the estimation of the discrepancy between empirical curves of distribution for two independent samples. In: Bull. Universite Moskov. Ser. Internat. Sect. A2 (1939), S. 3–19 (Kolmogorov-Smirnov-Test)[2]